# Ernocornutia
Ernocornutia is een geslacht van vlinders van de familie bladrollers (Tortricidae).

## Soorten
- E. capronata Razowski, 1988
- E. carycodes (Meyrick, 1926)
- E. catopta Razowski, 1988